# نابالوئنگا
نابالوئنگا دهستانی در استان آبیلای اسپانیا است.
در این دهستان ۲٬۰۴۱ نفر زندگی می‌کنند. مساحت این دهستان ۷۳٫۷۰ کیلومتر مربع است.